# Stipa nardoides
Stipa nardoides är en gräsart som först beskrevs av Rodolfo Amando Philippi, och fick sitt nu gällande namn av Eduard Hackel och Albert Spear Hitchcock. Stipa nardoides ingår i släktet fjädergrässläktet, och familjen gräs. Inga underarter finns listade i Catalogue of Life.